# Local 58

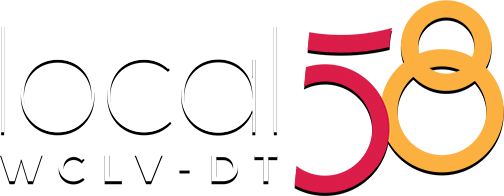
Лого local 58 (коли канал перейшов на цифрове мовлення)

Local 58 — горорний вебсеріал, створений карикатуристом Крісом Страубом. Серіал є спін-офом крипі-пасти «Бухта Кендл». Кожне відео в серії, розміщене на YouTube-каналі LOCAL58TV, представлене як кадри вигаданого загальнодоступного телеканалу, розташованого в окрузі Мейсон, штат Західна Вірджинія, під назвою Local 58, з позивним WCLV-TV, створеного наприкінці 1930-х років, який протягом десятиліть безперервно зламують, показуючи серію зловісних і сюрреалістичних трансляцій.
В серіалі використовується навмисне спотворення відео та аудіо, щоб додати реалістичності та тривожності кожному відео. Серіал описує себе як «аналоговий горор», термін, який відтоді використовується як назва нішевого піджанру подібних вебсеріалів на тему знайдених відеокасет, які або були натхненні Local 58, або використовують схожий стиль і техніку. Серіал став культовим в своєму жанрі.
У вересні 2021 року було створено вебсайт local58.tv як продовження основної сюжетної лінії. Вебсайт має «Вебархів LookBack», подібний до сервісу веб-архівів Wayback Machine, і містить численні пасхальні яйця та сюжетні моменти для пов'язаної з ним гри в альтернативну реальність, яка пропонує більш детальну інформацію про всесвіт Local 58.

## Список епізодів
Local 58 складається з дванадцяти епізодів. Перші десять епізодів тривають від менш ніж 1 хвилини до 5 хвилин, тоді як одинадцятий — майже 30 хвилин. Спочатку епізоди були завантажені на окремий веб-сайт; однак, з кінця 2018 року, всі епізоди завантажені на YouTube.
| № серії | Назва серії                                         | Режисер(и)  | Сценарист(и) | Тривалість | Оригінальна дата виходу |
| --- | --------------------------------------------------- | ----------- | ------------ | ---------- | ----------------------- |
| 1 | «Метеорологічна служба»                             | Кріс Страуб | Кріс Страуб  | 3:38       | 26 жовтня 2015          |
| Опівночі розклад трансльованих програм переривається повідомленням системи екстреного оповіщення (EAS) від метеорологічної служби округу, яке попереджає глядачів про поточну метеорологічну подію, причому оповіщення залишається чинним до сходу сонця. Наприкінці повідомлення міститься застереження, що громадянам не слід дивитися на подію неозброєним оком. Звичайний розклад програм ненадовго відновлюється. Один із записів у розкладі читається як «Blood of The», але він не встигає зникнути до того, як трансляція переривається другою передачею EAS, цього разу підвищеною до рівня попередження про цивільну небезпеку. Після того, як в ефірі було сказано, що глядачам не слід дивитися на нічне небо, і що подальша інформація буде надана пізніше, станція була зламана, а зловмисник заявив, що метеорологічне явище безпечне, і що попередження було знято. Потім його спільники прямо вимагають від глядачів вийти на вулицю. Здається, що між персоналом телестанції та непроханим гостем розгортається боротьба за контроль над станцією. Будучи майже повністю вимкненою, перша сторона відчайдушно намагається донести до глядачів застереження не дивитися на Місяць, тоді як друга намагається відрізати або змінити ці повідомлення за допомогою візуальних збоїв. Local 58 повертається до нормального телемовлення на кілька секунд перед тим, як в ефір виходить фінальне повідомлення EAS, з якого випливає, що друга сторона успішно отримала контроль над станцією. Друга сторона знову змінює EAS, щоб представити загадкову інформацію, яка детально описує, як їм промили мізки, і розповіли чим же насправді є Місяць. Після останнього повідомлення — «ЯКЩО ТИ БОЇШСЯ, МИ БУДЕМО ДИВИТИСЯ РАЗОМ» — трансляція переходить на зображення Місяця в реальному часі, чути віддалені звуки людських криків, а потім відео обривається.                          |                                                     |             |              |            |                         |
| 2 | «Непередбачені обставини»                           | Кріс Страуб | Кріс Страуб  | 3:06       | 16 січня 2016           |
| Станція на день припиняє телемовлення і починає трансляцію смуг SMPTE. Потім трансляція раптово переривається екстреним повідомленням від вигаданого «Департаменту збереження американської гідності» (DPAD) і письмовим посланням президента Ліндона Б. Джонсона під «Гімн», в якому стверджується, що армія Сполучених Штатів зазнала поразки від армії іноземної держави. У посланні, надрукованому на слайді, йдеться про те, що всі американці «закликані ДІЯТИ», щоб «зберегти пам'ять про Сполучені Штати чистою і світлою… незаплямованою і безкомпромісною». Після завершення повідомлення в ефірі лунає сильно спотворена версія пісні «My Country, 'Tis of Thee», яка продовжує транслюватися надалі. Після інформування глядачів про те, що місцеві правоохоронні органи повинні «забезпечити вашу відповідність» і що зволікати «протизаконно», передача рекомендує самогубство за допомогою вогнепальної зброї, заявляючи, що вона буде повторюватися «до тих пір, поки не залишиться нікого, хто буде її читати». В ефірі також пропонують, якщо дозволяє час, прийняти «Позу перемоги» — ритуальну позу, коли принаймні одна людина лягає на спину на галявині перед будинком перед тим, як застрелитися. Після закликів до глядачів зробити евтаназію своїм дітям і домашнім тваринам, називаючи їх «найменшими патріотами», а потім заяви про те, що «51-й штат — це не місце», трансляція несподівано припиняється. Local 58 випустив в ефір спростування, заявивши, що повідомлення було розіграшем, і вибачився за помилку. Однак, за повідомленням видно другий слайд, який містить інструкції, щоб у разі випадкової трансляції заявляти, що відзнятий матеріал був містифікацією, що вказує: все, що ми бачили до слайду про містифікацію, було справжнім планом на випадок надзвичайних ситуацій, призначеним для використання, якщо подібні події коли-небудь відбудуться. |                                                     |             |              |            |                         |
| 3 | «Ви перебуваєте на найшвидшому доступному маршруті» | Кріс Страуб | Кріс Страуб  | 2:33       | 19 червня 2016          |
| У розкладі передач показана нічна програма, що складається з опівнічного фільму та телемагазинів, після чого трансляція різко переривається і замінюється кадрами з відеореєстратора, записаними 21 листопада 2014 року, на яких видно, як водій слідує за GPS-навігатором. Подорож здебільшого складається з вказівок GPS, які інформують водія про те, що він рухається «найшвидшим доступним маршрутом». Через деякий час відеозапис перемикається на ракурс до водія, який їде посеред лісу ґрунтовою дорогою, а вказівки GPS стають дедалі сумнівнішими, і водій отримує вказівки слідувати знакам «В'їзд заборонено», продовжувати рух «безіменною дорогою», а також припаркувати машину і вимкнути фари. Безпомилково виконавши кожну інструкцію, водій зупиняє автомобіль з вимкненими фарами. Через кілька секунд чути гучний гуркіт. Водій швидко вмикає фари, та бачить двоногу істоту на дорозі. Несподівано трансляція обривається на людині, яка їде від істоти, а GPS неодноразово наказує водієві розвернутися, оскільки «пункт призначення» знаходиться позаду них. GPS швидко відраховує відстань у футах, коли ревіння стає гучнішим, показуючи, що істота — це і є пункт призначення. Після раптового завмирання відео транслюється поряд з автомобілем, який тепер лежить на боці з тріснутим лобовим склом. Чути останній гуркіт, перед тим як відео вимикається, і GPS нарешті повільним, спотвореним тоном повідомляє, що водій прибув до місця призначення. |                                                     |             |              |            |                         |
| 4 | «ID станції»                                        | Кріс Страуб | Кріс Страуб  | 0:18       | 2 листопада 2017        |
| Відео, що слугує трейлером каналу, складається з серії загадкових повідомлень, в яких йдеться про наступне: АНАЛОГОВИЙ ГОРОР НА 476 МГц МИ ПОЧИНАЄМО НАШ ЕФІРНИЙ ДЕНЬ ОЗИРНІТЬСЯ! ЦЕ НЕ МАЄ ЗНАЧЕННЯ Є ІНШІ ПРИЙМАЧІ БЕЗПЕКА В ЦИФРАХ Потім відео різко обривається та транслює чорний екран. |                                                     |             |              |            |                         |
| 5 | «Шоу для дітей»                                     | Кріс Страуб | Кріс Страуб  | 3:11       | 30 липня 2018           |
| Розклад програм різко обривається на заставці з написом «Шоу Local 58 для дітей», на якому зображена статуя мультяшного клоуна в парку розваг. Бампер переходить в анімаційний мультфільм про гумові шланги під назвою «Серйозна помилка», в якому фігурує антропоморфний скелет на ім'я Кадавр (Cadavre). Мультфільм починається з того, що Кадавр йде нічним цвинтарем, а над ним посміхається Місяць. Він натрапляє на відкриту могилу, задається питанням, чи може там бути його кохана, і вирішує зазирнути всередину. У могилі знаходиться реалістичний на вигляд труп, який лякає Кадавра і змушує його тікати. Він знаходить ще одну могилу і вирішує зазирнути всередину, але знову лякається дивної птахоподібної істоти. Коли саундтрек повністю стихає, Кадавр, тепер помітно напружений, продовжує йти через кладовище, а Місяць продовжує дивиться на нього зверху. Він заглядає в іншу могилу і спускається в неї, потрапляючи в печеру. Поблукавши деякий час печерою, він натрапляє на ще одну відкриту могилу. Виснажений і не в змозі піднятися, Кадавр лежить на землі обличчям догори. З його точки зору видно, гігантське, реалістичне зображення Місяця, що рухається над отвором могили. Перспектива повертається до Кадавра, який, здавалося б, помер і перетворився на бездиханний, реалістичний скелет. Потім програма повертається до мультяшну заставку клоуна, який тепер дивиться на глядача з роззявленим ротом. |                                                     |             |              |            |                         |
| 6 | «Оглядаючись назад»                                 | Кріс Страуб | Кріс Страуб  | 1:03       | 27 серпня 2018          |
| Компіляція історії каналу Local 58, що перетасовує в хронологічному порядку різні минулі логотипи вигаданого каналу, зламується, і на екрані починають миготіти повідомлення, схожі на ті, що показуються в епізоді «ID станції». Потім трансляція перетворюється на склейку коротких кліпів з попередніх епізодів серіалу, які перемежовуються зі збійними кадрами звичайного телевізійного мовлення. Після показу ще кількох повідомлень радіостанція повертається до нормального мовлення. |                                                     |             |              |            |                         |
| 7 | «Справжній сон»                                     | Кріс Страуб | Кріс Страуб  | 5:10       | 19 грудня 2018          |
| На початку епізоду грає персоналізований VHS-запис, зроблений Ініціативою з дослідження думки (TRI), і починається з простої гри «міф чи факт» про сон. Перше твердження — про те, що сон не є важливим для психічного здоров'я. Далі на екрані з'являється візуалізація відстежуваних мозкових хвиль під назвою «Карта Клейтмана», що означає, що відео було особисто розроблено для запобігання сновидінь шляхом застосування зворотної карти. Потім відео переходить до сегменту, де вводяться чотири послідовності кадрів з обличчями, які мерехтять. У першій послідовності глядачеві пропонується дивитися прямо в центр екрану, коли обличчя миготять перед ним. У другій послідовності два обличчя повільно зливаються, доки не зникнуть зовсім. У третій послідовності глядачеві пропонується повторити фразу «облич немає» кілька разів, поки на екрані миготять максимально спотворені обличчя. Четверта послідовність починає миготіти низкою зловісних прихованих повідомлень, а фраза «тут немає облич» повторюється ще раз, моторошно сповільнюючись. Відео завершується тим, що глядачеві оголошують, що він завершив програму справжнього сну, і він не повинен звертатися до лікаря, якщо у нього виникнуть якісь проблеми. |                                                     |             |              |            |                         |
| 8 | «Спостереження за небом»                            | Кріс Страуб | Кріс Страуб  | 4:15       | 1 листопада 2019        |
| За розкладом телемовлення починається епізод «Спостереження за небом», але раптово обривається, оскільки відзнятий матеріал підмінюється аматорською зйомкою чоловіка, що знімає нічне небо на свою камеру. Чоловік спрямовує камеру на Пояс Оріона та Плеяди, а потім, змінивши об'єктив, починає знімати Місяць, який у тексті на екрані називається «ЙОГО ТРОН». Далі оператор показує великі плани поверхні Місяця з рухомими хмарами, органічними утвореннями, що здаються живими, і дивними штучними спорудами. Потім Місяць зникає. Коли оператор змінює об'єктив, можна почути гучний шум — Місяць з'являється знову, тепер набагато більший за розміром. Починає звучати сирена торнадо Thunderbolt, оператор регулює яскравість камери, спрямованої на Місяць, показуючи його південну півкулю з тріщинами, що відкривають тіло гігантського скелетного організму всередині. Потім оператор опускає камеру і йде до Місяця з піднятими руками, коли сирена різко вимикається. На екрані з'являється текст «РАДІЙТЕ» перед тим, як трансляція переходить до статичної картинки. |                                                     |             |              |            |                         |
| 9 | «Цифровий перехід»                                  | Кріс Страуб | Кріс Страуб  | 3:54       | 31 жовтня 2021          |
| 13 липня 2021 року опівночі Local 58 готується до переходу на цифрове мовлення. Після завершення звичайного ефіру епізоду «One Step Beyond» в ефірі каналу з'являється заставка, що відображає різні періоди 82-річної історії станції (з 1939 року по теперішній час) та її трансляцій. На кінці заставки зображено новий логотип Local 58 з розширеним слоганом «Цифрове телебачення громади». Відбувається цифровий перехід, але в міру того, як годинник перевалює за північ, трансляція стає все більш спотвореною, а аналоговий сигнал зберігається, видимий за виходом цифрового сигналу, наполягаючи на тому, що перехід на цифрове мовлення було відкладено. Суб'єкт, що контролює аналоговий сигнал, транслює вірш у вигляді екранного тексту під назвою «BETRAYAL». Вірш завершується словами: «Думки формуються в голки / Вони мріють про себе в ножі». Кадри з метеорологічної служби показують, як суб'єкт отримує повний контроль над аналоговим сигналом станції, а потім натякає на свій зв'язок з Місяцем за допомогою другого набору екранних повідомлень. На екрані з'являється спотворене обличчя перед тим, як трансляція повністю припиняється, і його поспішно замінюють законним попередженням від ФБР, МНБ, МОЗ та ФКЗ (четверте з цих відомств є всесвітньою версією ФКС) про «несанкціонований аналоговий прийом» |                                                     |             |              |            |                         |
| 10 | «NSSA-3 (нетиповий)»                                | Кріс Страуб | Кріс Страуб  | 0:58       | 7 листопада 2021        |
| Відео починається зі статичних кадрів, через які частково видно обличчя. Говорить спотворений голос. Логотип «Служби погоди» з'являється зі збоями. Знову з'являється спотворене обличчя і нерозбірливий текст. Логотип Local 58 з'являється ще раз, перш ніж екран стає статичним. |                                                     |             |              |            |                         |
| 11 | «Close»                                             | Кріс Страуб | Кріс Страуб  | 29:43      | 1 листопада 2022        |
| Спеціальна презентація з прямою трансляцією з місії C.L.O.S.E (Cometary Lander Orbiter Survey Expedition), проведеної SARO (Space & Aeronautics Regulatory Oversight), вигаданою версією NASA, починається з кадрів космічного зонду, що наближається до (вигаданої) комети 57838 Eidolon (1P/2006 Telesky), котра швидко обертається, приблизно за 25 хвилин до приземлення. Комету прозвали «Обличчям у космосі» і «Кометним черепом» через її разючу схожість з черепом при її обертанні. Зонд наближається до комети, відео і звук стають все більш спотвореними, а схожість комети з обличчям стає все більш очевидною. Коли посадковий апарат наближається до найбільшого кратера Ейдолона, стає видно структуру, що нагадує двері. За лічені секунди до приземлення чути дивні потойбічні звуки, а невдовзі після приземлення апарат втрачає зв'язок з центром керування польотами, також переривається відеозв'язок з камерами. Після кількох хвилин чорного екрану з'являється начебто відновлений відеозапис з камер спускного апарата. Посадковий апарат спостерігає за дверима Ейдолона, які відчиняються, демонструючи незвичну текстуру на стінах внутрішнього простору комети. Кадри закінчуються тим, що невидима сила викидає посадковий модуль з Ейдолона на величезній швидкості. |                                                     |             |              |            |                         |
| 12 | «Нічна прогулянка»                                  | Кріс Страуб | Кріс Страуб  | 3:14       | 31 жовтня 2024          |
| Дія відбувається в якийсь момент сьогодення, Local 58 транслює свою вечірню програму, потім починає трансляцію вигаданого документального фільму 1977 року під назвою «Нічна прогулянка», в якому детально розповідається про надприродні явища в окрузі Мейсон, Західна Вірджинія. Фільм знайомить із загадковою постаттю, відомою в міських легендах як «Жінка в профіль» — тіньова істота, що має вигляд людської жінки в профіль, звідси і її ім'я, про яку вперше повідомили місцеві газети в 1961 році. Місцевий відділ поліції в Ічор-Фоллз — одному з населених пунктів, на який мовить «Local 58», — розслідував цю подію як потенційний доказ убивства студента міського університету Мейпл-Гроув, який навчався в цьому місті. Спостерігачі «Жінки в профіль» описували, що бачили її як силует жінки, яка пильно вдивлялася в небо, а потім зникала при наближенні. На момент створення фільму «Нічна прогулянка» було зафіксовано понад два десятки спостережень Жінки в профіль, всі вони відбувалися в сутінках. Далі трансляція обривається, повертаючись до домашнього відеозапису від 24 листопада 1996 року, на якому видно жінку в профіль на тлі призахідного сонця. Чоловік, який знімає її, збільшує масштаб, показуючи, що у неї два обличчя і спотворене, схоже на павука, тіло. Спостерігач Жінки намагається заговорити з нею, але її очі починають світитися яскраво-жовтим кольором. Потім вона звинувачує його, а чоловік опускає камеру і починає несамовито тікати. Кадри повертаються до попереднього кадру з жінкою з палаючими очима, а на екрані з'являється напис: «ХИЖАК НЕ МОЖЕ ВІДРІЗНИТИ ЗДОБИЧ ВІД ЖЕРТВИ / БЕЗПЕКА В ЧИСЕЛЬНОСТІ». |                                                     |             |              |            |                         |

## Розвиток та теми
Перший епізод «Local 58», «Служба погоди», Страуб випустив у 2015 році як експериментальну окрему роботу для свого каналу на YouTube Chainsawsuit Original, співвласником якого він є. Епізод отримав позитивні відгуки, що спонукало Страуба зробити ще два на тому ж каналі: «Непередбачені обставини» та «Ви перебуваєте на найшвидшому доступному маршруті». Серіал також був розміщений на нині неіснуючому веб-домені local58.info у 2015 році, а згодом був завантажений на власний канал YouTube у 2017 році.
Для створення перших двох епізодів Local 58 Страуб використовував iMovie, а для інших — Final Cut Pro X. Всі ресурси, використані в серіалі, або взяті зі стокових носіїв, що перебувають у відкритому доступі (наприклад, музика «2000-х» Local 58, стоковий трек під назвою «Entering Graciously»), або створені самим Страубом за допомогою Clip Studio, Adobe Photoshop і Adobe Flash.
Страуб підтвердив на Reddit, що Local 58 — це той самий «Канал 58», про який йшлося у його крипі-пасті «Бухта Кендл», що мала форму повідомлення на інтернет-форумі про дивну дитячу програму з такою ж назвою, що транслювалася в мережі. Позивний WCLV — це відсилка на бухту Кендл («CLV = CandLe coVe»). У Local 58 з'являються теми з інших творів Страуба, наприклад, анімований скелет Кадавр, який спочатку з'явився у вебкоміксі Страуба «Виводок», а потім в епізоді Local 58 «Шоу для дітей».
Хоча серіал, ймовірно, не має безперервного сюжету, майже кожна серія містить загадкові посилання, пов'язані з поглядом на Місяць або нічне небо. Страуб визначив теми серії як «нерухомість, недовіра до попереджень про безпеку, зловживання масовим сприйняттям, паралельна наука, що виникає з нерозглянутих злих намірів, догматичне мислення».

## Відгуки
З моменту свого першого дебюту Local 58 надихнув на створення інших серіалів зі схожою тематикою, зокрема «7 канал» (англ. Channel 7), «Аналогові архіви» (англ. Analog Archives), «Медіацентр Eventide» (англ. Eventide Media Center) та Gemini Home Entertainment. Існують певні суперечки щодо того, чи був він справді першим у своєму жанрі, чи раннім прикладом стилю, який вже розвивався. Однак критики сходяться на думці, що серіал категорично визначив конвенції жанру, які будуть розвиватися далі. Дехто також припускає, що це опосередковано вплинуло на повнометражні фільми, такі як «Скінамаринк» (2022), які значною мірою покладаються на аналогову естетику.
Станом на грудень 2022 року YouTube-канал Local 58 має понад 558 000 підписників і понад 20 мільйонів переглядів.
8 серпня 2016 року було створено сабреддіт, присвячений серіалу, який станом на грудень 2022 року налічує 25 400 підписників. Сам Страуб відповів на деякі питання про серіал на сабреддіті.
Екстрене оповіщення, показане в епізоді «Непередбачені обставини», було порівняно з хибним оповіщенням про ракетну загрозу на Гаваях у 2018 році.

## Суперечки
4 липня 2022 року YouTube позначив один епізод Local 58, «Шоу для дітей», як «для дітей», що відключає коментарі користувачів відповідно до Закону про захист конфіденційності дітей в Інтернеті. Після того, як Страуб подав апеляцію на рішення YouTube через сайт та інші канали підтримки соціальних мереж, 6 липня все було повернуто до початкових налаштувань. Це викликало нові дискусії про Elsagate та занепокоєння щодо алгоритмів модерації YouTube.